# Zeke y su pad mágico
Zeke y su pad mágico, es una serie de animación canadiense-australiano creada por Liz Scully, producida por Bardel Entertainment, Flying Bark Productions, Star Farm Productions y Leaping Lizard Productions en asociación entre Seven Network y YTV en 2008. Los episodios más recientes también pueden mostrarse en YTV.

## Argumento
Zeke Palmer es un dibujante en proceso y patinador que vive con su familia extravagante e inusual. Es poseedor de un Pad electrónico con la habilidad de hacer realidad todo lo que dibuje. 
Zeke usa la pantalla cuando tiene un problema que quiere arreglar de forma sencilla. Sin embargo, sus dibujos convertidos en realidad lo llevan a resultados desastrosos, por lo que tiene que ingeniar otras soluciones para evitar que descubran su Pad.

## Personajes
- Zeke Palmer: es un talentoso artista y skater de 14 años de edad. Él es un adolescente que sigue su propio camino, sin embargo, es cuidadoso con elegir sus objetivos. Su virtud más importante es que es un tomador de riesgo, pero su mayor defecto es ser demasiado confiado y arrogante. Debido a su entusiasmo por sus ideas creativas, Zeke debe ocuparse de las consecuencias de sus acciones con algunos resultados inesperados.
- Jay Fritter: es el mejor amigo de Zeke. Tiene un conocimiento sorprendente sobre informática y tecnología. Jay es la única persona que sabe sobre el Pad mágico de Zeke y lo ayuda en sus aventuras fungiendo cómo la voz de la razón cuando sus dibujos los meten en problemas.
- Ike Palmer : es el hermano mayor de Zeke, y tiene 17 años. Es un deportista que se está preparando para las ligas mayores. Tiene una actitud más arrogante que Zeke y es demasiado preocupado con su cuerpo que hace ejercicios físicos extensos
- Rachel Palmer: es la hermana menor de Zeke, tiene 12 años. Es insolente y melodramatica, transformando cada momento insignificante en un monólogo apasionante derivado de su amor por el teatro.
- Ida Palmer: es la madre de Zeke y una artista de rápido cambio. Siempre esta en disputa para mantener toda la casa limpia, amplia y fresca. Para Ida, la limpieza es la orden más importante del día.
- Alvin Palmer: es el padre de Zeke. Tiene dos amores verdaderos: música y su esposa Ida. Vive con su cabeza en una nube musical y ronda en algunos casos de ser distraído en sus ocupaciones paternales, aunque siempre se le muestra afectuoso con sus hijos.
- Maxine Marx: es una chica hermosa, inteligente y super deportiva. Zeke está enamorado de ella, pero no logra atraer su atención o buscar las palabras correctas. Su frase es: "varios opuestos me atraen".